# دلب رزيدوفسكي
دلب رزيدوفسكي (باللاتينية: Platanus rzedowskii) نوع من الأشجار المعمرة متساقطة الأوراق، يتبع جنس الدلب من الفصيلة الدلبية (باللاتينية: Platanaceae).

## الموئل والانتشار
الموئل الأساسي لدلب رزيدوفسكي هو شرق المكسيك.